# Чвилеваит
Чвилеваи́т, точнее чвилёваи́т (англ. Chvilevaite, от имени собственного) — редкий гидротермальный полиметаллический минерал из класса сложных сульфидов, образующий микроскопические зёрна в родственных минералах, по составу представляет собой редкое сочетание щелочного (литофильного) и халькофильных металлов — ферро-сульфид натрия, цинка и меди с расчётной формулой Na(Cu,Fe,Zn)2S4, первоначально опубликованной и подтверждённой как Na(Cu,Fe,Zn)2S2.
Новый минерал был установлен в 1985-1986 годах и назван в честь Татьяны Чвилёвой, ведущего сотрудника Института минералогии, геохимии и кристаллохимии редких элементов, минералога кабинета минераграфии.:115

## История открытия и название
Первоначально новый минерал примерного состава Na(Cu,Fe,Zn)2S2 был обнаружен в качестве очень мелких зёрен включения в архивных образцах сфалерита из свинцово-цинкового месторождения Акатуй (Александрово-Заводский район Забайкальского края), полученных лабораторией микроскопии ИМГРЭ из фондов Минералогического музея АН СССР.:90 Мономинеральные зёрна будущего чвилеваита имели размеры от 0,01 до 0,5 мм, но как правило, далеко не достигали максимальной величины, встречаясь преимущественно в самых мелких разностях (от 0,01 до 0,05 мм).:204 Поэтому установление нового минерального вида происходило, в основном, тонкими аппаратными методами, по результатам микроскопических и рентгенометрических исследований.:91 Группа учёных, обнаруживших и установивших новый минерал, так описывала своё открытие:

Чвилеваит найден в виде свободных зерен и сростков в дроблёных пробах сфалерита, содержащих небольшое количество галенита, пирита, кварца, карбонатов, единичные зерна буланжерита, ковеллина, халькозина и арсенопирита. Новый минерал чаще всего встречается в тесном срастании с ковеллином, в массе которого фиксируются реликты галенита. Ковеллин замещает чвилеваит и галенит нередко с образованием сложных мирмекитовых прорастаний. Ковеллин и галенит, ассоциирующие с чвилеваитом, содержат повышенное количество натрия (%) – до 1,38 и 0,87 соответственно. Чвилеваит наблюдается также в срастании с халькозином, изредка с арсенопиритом, сфалеритом, кварцем и органическим веществом. Мономинеральные зерна нового щелочного сульфида имеют размеры 0,01-0,5 мм, как правило, 0,01-0,05 мм.:204
Новый минерал был утверждён 22 июня 1987 г. Комиссией по новым минералам и названиям минералов IMA Международной минералогической ассоциации (протокол № 5). Он получил название в честь, авторитетного минералога и минерографа Татьяны Чвилёвой, в научном портфеле которой на тот момент уже было четыре новых открытых минеральных вида. Типовой материал и эталонные образцы минерала хранятся в московском минералогическом музее имени Ферсмана.:946

## Свойства
Чвилеваит — ярко выраженный гидротермальный метасоматический минерал из класса сложных сульфидов. Он относится к числу необычных по химизму редких минералов, сочетающих в своём составе литофильные (Na) и халькофильные (Cu, Fe, Zn) элементы. Кроме собственно чвилеваита, к числу таких минералов относится также джерфишерит K6(Cu,Fe,Ni)23S26Cl и мурунскит K2Cu3FeS3.:174 Кроме того, вплоть до 2020-х годов чвилеваит представлял собой единственную находку сульфидного минерала с содержанием натрия в рудных месторождениях. Два других из перечисленных в этом ряду — минералы калийные.:13
Цвет минерала на свежих сколах — бронзовый (похож на борнит), подобно многим рудным сульфидам, быстро окисляется и тускнеет до сажистого чёрного оттенка, блеск металлический, на воздухе быстро окисляется и покрывается побежалостью. В отражённом свете чвилеваит — оранжевый, со временем также темнеет и модулирует в сторону розово-фиолетового или пурпурного. Плеохроизм отчётливый, от бледно-оранжевого до тёмно-серого с сиреневым оттенком. Минерал сильно анизотропен, эффект отчётливый, в пределах от чёрного до белого. Твёрдость невысокая, не более 3; спайность совершенная по {0001}, минерал хрупкий.
Чвилеваит образует таблитчатые, призматические кристаллы, отдельные зёрна не превышают 0,5 мм. Форма выделений довольно разнообразная: пластинчатая, призматическая, неправильная и изометричная, однако преобладают пластинчатые чешуйчатые выделения с хорошей спайностью.:90 Учитывая постоянно встречающиеся колебания в содержании всех элементов в составе минерала, в 1988 году общая формула чвилеваита была представлена в пропорциональном виде, как (Na2,00Ca0,03)2,03(Cu2,56FeO,88Zn0,43As0,03Mn0,005)3,90S4,06. Идеализированная формула имела вид Na(Cu,Fe,Zn)2S2), а незначительные количества мышьяка и марганца были отнесены к числу примесей.:91
Рентгенометрические исследования кристаллической решётки чвилеваита показали, что новый минерал имеет тригональную сингонию и не является структурным аналогом единственного на тот момент известного минерала с родственным составом, тетрагонального мурунскита К2Cu3FeS4. Результаты исследований показали, что симметрия, параметры элементарной ячейки чвилеваита, а также зафиксированные из патерсоновской функции межатомные расстояния близки к вюрциту, атомы (Cu, Fe, Zn) совместно занимают тетраэдрические пустоты в гексагональной плотнейшей упаковке (подобно вюрциту) из атомов серы: атом Na может располагаться в одной из 2 октаэдрических пустот в элементарной ячейке. Атомы меди, железа и цинка совместно занимают половину тетраэдрических пустот, но в отличие от вюрцита, в чвилеваите заполняются тетраэдрические пустоты разной ориентации, имеющие общие рёбра и образующие плотные тетраэдрические слои. Атомы натрия занимают половину октаэдрических пустот послойно, что приводит к проявлению металлического блеска кристаллов. В структуре вдоль оси с происходит чередование плотных слоев из (Cu, Fe, Zn)-тетраэдров с более рыхлыми слоями из NaS6-октаэдров, что вполне объясняет совершенную спайность по (0001).:91-92
Очень близким кристаллическим строением, хотя и несхожими пространственными группами характеризуется целое семейство чвилеваитоподобных синтетических сульфидов и селенидов: Na(CuFe)S2, Li(CuFe)S2, Li(CuFe)Se2 и других. Показательно, что замена слоёв атомов натрия или лития на слои из более крупных по размерам ионов калия, цезия или таллия автоматически приводит к переходу от структурного типа тригонального чвилеваита к структурному типу тетрагонального буковита. Подобным же строением кристаллов, в частности, отличается мурунскит, встречающийся на горе Коашва в пегматитах того же типа, что и установленный в Хибинах в 2007 году новый минерал орикит. Впрочем, подробное ренгенографическое изучение и моделирование порошкограммы найденного орикита показало, что этот минерал и чвилеваит, скорее всего, не являются прямыми структурными аналогами.:115

## Генезис и месторождения
Чвилеваит Акатуйского месторождения был впервые найден в виде свободных зёрен и сростков в дроблёных пробах сфалерита, содержащих небольшое количество галенита, пирита, кварца, карбонатов, а также единичные зерна буланжерита, ковеллина, халькозина и арсенопирита. Этот минерал чаще всего встречается в тесных срастаниях с ковеллином, в массе которого фиксируются реликты галенита, причём, ковеллин нередко замещает чвилеваит и галенит с образованием сложных мирмекитовых прорастаний. Чвилеваит наблюдается также в срастании с халькозином, изредка с арсенопиритом, сфалеритом, кварцем и органическим веществом. Таким образом, типичные для чвилеваита ассоциации — минералы гидротермальных жил: сфалерит, ковеллин, халькозин, галенит, пирит, буланжерит, арсенопирит, карбонаты и кварц.
Типовое для чвилеваита свинцово-цинковое Акатуйское рудное поле более чем показательно для его генезиса. Основные рудные минералы: галенит, сфалерит, пирит, арсенопирит, буланжерит и пирротин. До глубины 40–80 метров руды сильно окислены и представлены смесью лимонита, церуссита, смитсонита и остатков неразложившегося галенита с кварцем. Сульфид-содержащие минералы, такие как пирит и чвилеваит, в значительных количествах присутствуют в отвалах и хвостохранилищах.
Кроме Акатуйского месторождения, чвилеваит был установлен по всему миру на сходных по условиям сульфидных свинцово-цинковых месторождениях, в частности, в Венгрии, на территории Чили и в рудниках Сент-Илер, Квебек. Однако редко где размеры выделений этого минерала хотя бы немного превышают установленные сразу 0,5 мм.